# Eleição para o Senado federal pelo Arizona em 2012
A eleição para o senado do estado americano do Arizona foi realizada em 6 de novembro de 2012, simultaneamente com as eleições para a câmara dos representantes, para o senado, para alguns governos estaduais e para o presidente da república. O senador republicano Jon Kyl, líder da minoria do senado, decidiu se aposentar em vez de concorrer a reeleição para um quarto mandato. O representante Jeff Flake foi eleito senador com pouco menos de 50% dos votos.

## Primária Republicana
O prazo de apresentação das candidaturas é de até 1 de junho de 2012 e a eleição primária será realizada no dia 11 de setembro de 2012.

### Candidatos

#### Declarados
- Jeff Flake representante dos Estados Unidos[3]
- Bryan Hackbarth, ex-prefeito de Youngtown[4]
- Clair Van Steenwyk, apresentador de rádio conservador[5]
- Wil Cardon, CEO de uma empresa de investimento mobiliário[6][7]

#### Desistências
- Joe Arpaio, xerife do Condado de Maricopa[8]
- Jan Brewer, governadora do Arizona[9]
- Trent Franks, representante dos Estados Unidos[10]
- Luis Gonzalez, aposentado[11]
- Jon Kyl, senador dos Estados Unidos[1]
- Russell Pearce, presidente do Senado do estado[12]
- Ben Quayle, representante dos Estados Unidos[12][13]
- Matt Salmon, representante dos Estados Unidos e candidato republicanoem 2002 ao Congresso[14]
- David Schweikert, representante dos Estados Unidos[15]
- John Shadegg, ex-representante dos Estados Unidos[16]
- Paul Babeu, xerife do Condado de Pinal[16]
- J. D. Hayworth, ex-representante[17]
- Sarah Palin, ex-governadora do Alasca[18][19]
- Gary Pierce, comissário[10]
- Marilyn Quayle, ex-segunda dama dos Estados Unidos[16]
- Scott Smith, prefeito de Mesa[20]
- Fife Symington, ex-governador do Arizona[21]
- Grant Woods, ex-procurador do Arizona[16]

### Pesquisas
| Fonte                                | Data(s)                    | Amostra | Margem de erro | Wil Cardon | Jeff Flake | Bryan Hackbarth | Doug McKee | Clair Van Steenwyk | Outros | Indecididos |
| ------------------------------------ | -------------------------- | ------- | -------------- | ---------- | ---------- | --------------- | ---------- | ------------------ | ------ | ----------- |
| Public Policy Polling                | 17-20 de maio de 2012      | 421     | ± 4.8%         | 20%        | 42%        | 3%              | 1%         | 2%                 | —      | 33%         |
| Public Policy Polling                | 17-19 de fevereiro de 2012 | 412     | ± 4,8%         | 7%         | 56%        | 5%              | 1%         | 1%                 | —      | 31%         |
| Public Policy Polling                | 17-20 de novembro de 2011  | 400     | ± 4,9%         | 7%         | 53%        | 5%              | 1%         | 2%                 | —      | 33%         |
| Magellan Strategies[ligação inativa] | 14-15 de novembro de 2011  | 722     | ± 3,6%         | 4%         | 52%        | 1%              | 1%         | 2%                 | 8%     | 32%         |

### Resultados
|  | Republicano | Jeff Flake         | 357.360 | 69,06% |
|  | Republicano | Wil Cardon         | 110.150 | 21,29% |
|  | Republicano | Clair Van Steenwyk | 29.159  | 5,63%  |
|  | Republicano | Bryan Hackbarth    | 19.174  | 3,71%  |
|  | Republicano | Brancos            | 1.641   | 0,32%  |

## Primária Democrata
O prazo de apresentação das candidaturas é de até 1 de junho de 2012 e a eleição primária será realizada no dia 11 de setembro de 2012.

### Candidatos
- Richard Carmona, ex chefe do PHSCC[23]

#### Desistências
- Ed Pastor, representante dos Estados Unidos[24]
- Rotellini Felicia, candidato democrata a Procurador-geral[25]
- Dennis Burke, procurador dos Estados Unidos[26][25]
- Gabrielle Giffords, representante dos Estados Unidos[25][27][28]
- Rodney Glassman, candidato democrata ao senado dos Estados Unidos em 2010 e ex-vice-prefeito de Tucson[29]
- Terry Goddard, ex-procurador geral do estado[25]
- Phil Gordon, prefeito de Phoenix[11]
- Jon Hulburd, advogado[30]
- Harry Mitchell, ex-representante dos Estados Unidos[27]
- Fred DuVal, membro do Board of Regents[31]
- Raúl Grijalva, representante dos Estados Unidos[28]
- Ann Kirkpatrick, ex-representante dos Estados Unidoss[32]
- Janet Napolitano, secretária de Segurança Interna e ex-governadora do Arizona[33]
- Jim Pederson, candidato democrata para senado dos Estados Unidos em 2006[34]

### Resultados
|  | Democrata | Richard Carmona | 289.881 | 100% |

## Eleição geral

### Candidatos
- Jeff Flake (Republicano), representante dos Estados Unidos
- Richard Carmona (Democrata), ex-chefe do PHSC
- Michael F. Meyer (Independente)
- Marc J. Victor (Libertário), procurador de Chandler

### Arrecadação
| Candidato (partido)                | Receitas   | Desembolsos | Dinheiro em caixa | Débito |
| ---------------------------------- | ---------- | ----------- | ----------------- | ------ |
| Richard Carmona (D)                | $2,941,381 | $1,186,586  | $1,754,794        | $0     |
| Jeff Flake (R)                     | $5,412,067 | $4,334,556  | $1,705,361        | $0     |
| Ian Gilyeat (I)                    | $2,756     | $2,756      | $0                | $0     |
| Michael F. Meyer (I)               | $110,621   | $110,621    | $0                | $0     |
| Marc Victor (L)                    | $1,576     | $1,049      | $526              | $0     |
| Fonte: Federal Election Commission |            |             |                   |        |

### Pesquisas
| Fonte                     | Data(s)                       | Entrevistados | Margem de erro | Jeff Flake (R) | Richard Carmona (D) | Outros | Indecididos |
| ------------------------- | ----------------------------- | ------------- | -------------- | -------------- | ------------------- | ------ | ----------- |
| Public Policy Polling     | 2-3 de novembro de 2012       | 1.080         | ± 3%           | 51%            | 46%                 | —      | 3%          |
| Rasmussen Reports         | 21 de outubro de 2012         | 500           | ± 4.5%         | 50%            | 44%                 | 3%     | 3%          |
| Rocky Mountain Poll       | 4-10 de outubro de 2012       | 523           | ± 4,4%         | 40%            | 44%                 | —      | 16%         |
| Public Policy Polling     | 1-3 de outubro de 2012        | 595           | ± 4%           | 43%            | 45%                 | —      | 12%         |
| Rasmussen Reports         | 25 de setembro de 2012        | 500           | ± 4,5%         | 47%            | 41%                 | 3%     | 9%          |
| LCV/Public Policy Polling | 7-9 de setembro de 2012       | 993           | ± n/a%         | 44%            | 43%                 | —      | 13%         |
| LCV/Public Policy Polling | 23-25 de julho de 2012        | 833           | ± 3,4%         | 38%            | 38%                 | —      | 25%         |
| Rasmussen Reports         | 26 de junho de 2012           | 500           | ± 4,5%         | 47%            | 31%                 | 5%     | 17%         |
| Public Policy Polling     | 4-5 de junho de 2012          | 791           | ± 3,5%         | 43%            | 41%                 | —      | 16%         |
| Public Policy Polling     | 17-20 de maio de 2012         | 500           | ± 4,4%         | 48%            | 35%                 | —      | 17%         |
| Magellan Strategies       | 30 de abril-2 de maio de 2012 | 909           | ± 3,3%         | 44%            | 40%                 | —      | 16%         |
| Rasmussen Reports         | 13 de março de 2012           | 500           | ± 4,5%         | 47%            | 34%                 | 4%     | 16%         |
| NBC News/Marist           | 19-20 de fevereiro de 2012    | 2.487         | ± 2,0%         | 42%            | 29%                 | —      | 28%         |
| Public Policy Polling     | 17-19 de fevereiro de 2012    | 743           | ± 3,6%         | 46%            | 35%                 | —      | 19%         |
| Public Policy Polling     | 17-20 de novembro de 2011     | 500           | ± 4,4%         | 40%            | 36%                 | —      | 24%         |

### Resultados
|  | Republicano | Jeff Flake      | 1.104.457 | 49,23% |
|  | Democrata   | Richard Carmona | 1.036.542 | 46,20% |
|  | Total:      |                 |           |        |